# 西堂
西堂（さいどう）は、禅宗寺院において、他の寺院の住職を務め引退した人をさす言葉である。
その人が来山した場合に、西の客位に迎えることから、この様に呼ばれるようになった。
その寺院の前住職を「東堂」と呼ぶのと対になっている。
特に、結制に随喜（参加）してもらうとき、他の寺院の住職を務めた人を西堂と称する。
現在、日本の曹洞宗では、住職となって初めての結制を行う場合、助化師として、他の寺院の尊宿を西堂として迎えることになっている。
なお、引退した他の寺院の前住職がみな、西堂と称するわけではない。
道元の著した正法眼蔵安居の巻にあるように、住職を務めた寺院が小さかった場合には西堂と記さなかった。